# Wybory parlamentarne w Hondurasie Brytyjskim w 1954 roku

Flaga Hondurasu Brytyjskiego

Wybory parlamentarne w Hondurasie Brytyjskim w 1954 roku zostały przeprowadzone 28 kwietnia w celu wyłonienia 9 członków Zgromadzenia Ustawodawczego. Zwycięstwo w nich uzyskała Zjednoczona Partia Ludowa (PUP), która zdobyła 8 mandatów. Skład Zgromadzenia Ustawodawczego uzupełniła Partia Narodowa. Premierem został George Cadle Price.

## Wyniki wyborów parlamentarnych
Do udziału w wyborach uprawnionych było 20 801 osób. Głosy oddało 14 646 obywateli, co dało frekwencję na poziomie 70,41%. Głos można było oddać na jednego z 20 kandydatów. Poza przedstawicielami dwóch wiodących partii, o elekcję ubiegało się dwóch kandydatów niezależnych. Byli to Frederick Westby w okręgu Belize West oraz Fred Hunter w okręgu Belize Rural.
|  | Partia                    | Głosy  | Procent | Mandaty | % mandatów |
|  | ------------------------- | ------ | ------- | ------- | ---------- |
|  | Zjednoczona Partia Ludowa | 9 461  | 65,04%  | 8       | 88,89%     |
|  | Partia Narodowa           | 3 342  | 22,98%  | 1       | 11,11%     |
|  | Kandydaci niezależni      | 1 743  | 11,98%  | -       | -          |
|  | Głosy nieważne            | 100    | 0,68%   | -       | -          |
|  | Razem                     | 14 646 | 100,0%  | 9       | 100,0%     |